# ساکوآمادینیکا
ساکوآمادینیکا (انگلیسی: Sakoamadinika)  یک شهرک در ماداگاسکار است.